# زنبورهای گرده
زنبورهای گرده یا برمر (نام علمی: Bombus) سرده‌ای از تیره زنبوران عسل هستند. «زنبور گرده ی نخستین» و «زنبور گرده ی بزرگ» دو نمونه از گونه‌های این سرده هستند.

## زنبور بامبل
زنبور بامبل (یا زنبور گَردی) یکی از بیش از ۲۵۰ گونه در جنس *Bombus* از خانواده Apidae است. این جنس تنها گروه موجود در قبیله Bombini است، هرچند چندین جنس منقرض شده مرتبط (مانند Calyptapis) از طریق فسیلها شناخته شدهاند. این زنبورها عمدتاً در نیمکره شمالی یافت میشوند، اگرچه در آمریکای جنوبی نیز چند گونه گرمسیری در مناطق کم ارتفاع شناسایی شدهاند. زنبورهای بامبل اروپایی به نیوزیلند و تاسمانی نیز معرفی شدهاند. زنبورهای ماده میتوانند چندین بار نیش بزنند، اما معمولاً انسانها و حیوانات دیگر را نادیده میگیرند.  
اکثر زنبورهای بامبل حشرات اجتماعی هستند که کلونیهایی با یک ملکه تشکیل میدهند. این کلونیها کوچکتر از کلونیهای زنبور عسل هستند و ممکن است تا ۵۰ عضو در یک لانه رشد کنند. گونههای انگلی (Cuckoo bumblebees) لانه نمیسازند و به جای آن به لانههای گونههای دیگر حمله کرده، ملکه میزبان را میکشند و تخمهای خود را میگذارند که توسط کارگران میزبان پرورش مییابند.  
بدن زنبورهای بامبل گرد و پوشیده از موهای نرم (setae) است که به آنها ظاهری پشمالو میدهد. رنگهای هشداردهنده (aposematic) آنها معمولاً شامل نوارهای رنگی متضاد است. گونههای مختلف در یک منطقه اغلب شبیه به یکدیگر هستند (میمیکری مولری). حشرات بی‌خطری مانند مگسهای گلزار با تقلید از زنبورهای بامبل (میمیکری بیتسی) از خود محافظت میکنند. زنبورهای لانه‌ساز را میتوان از طریق ساختار پای عقبی ماده تشخیص داد: در گونههای لانه‌ساز، پای عقبی به صورت سبد گرده (ناحیه براق بدون مو) تغییر شکل یافته است، در حالی که در گونههای انگلی، پای عقبی کاملاً پوشیده از مو است و هرگز گرده حمل نمیکنند.  
مانند زنبورهای عسل، زنبورهای بامبل از شهد تغذیه میکنند و با زبان بلند و پرموی خود آن را میلبند. آنها شهد را برای ذخیره در لانه و گرده را برای تغذیه نوزادان جمع‌آوری میکنند.   

### تنوع
۲۵۰ گونه و زیرگونه  آنها از رنگ و روابط فضایی برای شناسایی گلها استفاده میکنند. برخی زنبورهای بامبل شهد را با سوراخ کردن پایه گلها میدزدند. کاهش جمعیت این زنبورها در اروپا، آمریکای شمالی و آسیا نگران‌کننده است، که دلیل آن از بین رفتن زیستگاه، مکانیزه شدن کشاورزی و آفتکش‌هاست.  

### ریشه شناسی و نامهای رایج
واژه «بامبلبی» ترکیبی از «بامبل» (وزوز کردن) و «بی» (زنبور) است. نام علمی *Bombus* توسط پیر آندره لاتریل در ۱۸۰۲ از واژه لاتین *bombus* (وزوز) گرفته شده است.  

### فیلوژنی
قبیله Bombini یکی از چهار گروه زنبورهای corbiculate (دارای سبد گرده) در خانواده Apidae است. مطالعات مولکولی نشان میدهد که Bombini بین ۲۵ تا ۴۰ میلیون سال قدمت دارد.  
فسیلهای متعلق به Bombini شامل گونههای *Calyptapis florissantensis* و *Oligobombus cuspidatus* است. گونههای فسیلی دیگری نیز در آلمان، اسپانیا و ترکیه یافت شدهاند.  

### توصیف کلی
زنبورهای بامبل از نظر ظاهری متنوع هستند اما عموماً چاق و پرموند. اندازهها حتی درون یک گونه متغیر است؛ بزرگترین گونه جهان (*B. dahlbomii*) در شیلی تا ۴۰ میلیمتر رشد میکند.  

### زیست شناسی
زنبورهای بامبل در آب و هوای معتدل یافت میشوند و در عرضهای جغرافیایی بالاتر از سایر زنبورها حضور دارند. آنها میتوانند دمای بدن خود را از طریق تابش خورشید و لرزیدن تنظیم کنند.  

### ارتباطات و یادگیری اجتماعی
زنبورهای بامبل از رقص استفاده نمیکنند، اما با حرکات هیجان انگیز در لانه، سایر کارگران را به جستجوی غذا تحریک میکنند. مطالعات نشان میدهد آنها توانایی یادگیری اجتماعی دارند.  

### تولیدمثل و لانه سازی
اندازه لانه ها بسته به گونه متفاوت است. ملکه در بهار لانه را آغاز میکند و کارگران وظایف مختلفی را بر عهده میگیرند. کلونیها در مناطق معتدل تنها یک فصل دوام میآورند.  

### شکارچیان، انگلها و بیماریها
شکارچیان شامل گورکنها، مگسها و پرندگان هستند. انگلهایی مانند کنههای نای و ویروسها نیز جمعیت آنها را تهدید میکنند.  

### رابطه با انسانها
زنبورهای بامبل گرده افشان های مهمی برای محصولات کشاورزی و گلهای وحشی هستند. کاهش جمعیت آنها ناشی از استفاده از آفت‌کش ها و تغییرات زیستگاهی است.  

### تلاشهای حفاظتی
سازمانهایی مانند Bumblebee Conservation Trust برای جلوگیری از انقراض این گونهها تلاش میکنند. معرفی مجدد گونههای منقرض شده و ایجاد زیستگاههای گلدار از اقدامات کلیدی است.  

### تصور نادرست درباره پرواز
این افسانه که «زنبور بامبل از نظر آیرودینامیکی نباید قادر به پرواز باشد» نادرست است. محاسبات اولیه خطا داشتند و مطالعات جدید نشان میدهند پرواز آنها با مکانیسمهای پیچیده ممکن است.  

### در موسیقی و ادبیات
اثر پرواز زنبور بامبل اثر ریمسکی-کورساکف معروف است. همچنین در ادبیات، از جمله آثار امیلی دیکنسون و سیلویا پلات، از زنبور بامبل الهام گرفته شده است.  